# ふつうが一番 —作家・藤沢周平 父の一言—
『ふつうが一番 —作家・藤沢周平 父の一言—』（ふつうがいちばん —さっか・ふじさわしゅうへい ちちのひとこと—）は、2016年7月4日の21:00 - 22:54にTBS系列にて放映された、単発スペシャルのテレビドラマ。
作家・藤沢周平の、家族愛と自身の夢への歩みを描いたものである。

## キャスト
小菅留治
演 - 東山紀之
業界紙『食品工業新聞』の記者、兼業作家、筆名は「藤沢周平」。
高澤和子→小菅和子
演 - 松たか子
留治の妻。
小菅展子
演 - 熊坂澪→稲垣来泉→小林星蘭
留治の娘。
小菅たきゑ
演 - 草笛光子
留治の母。
柿沼健三
演 - 角野卓造
留治の勤める食品工業新聞の社長。
木内松五郎
演 - 佐藤B作
留治の従兄。
高澤庄太郎
演 - 前田吟
和子の父。
竹下医師
演 - 篠田三郎
小菅家の近所の内科医。
いずみ
演 - 熊谷真実
純喫茶「ロダン」のウェイトレス。
敏子
演 - 大方斐紗子
たきゑの友人。
弥生
演 - 市川夏江
たきゑの友人。
田代
演 - 市丸和代
幼稚園の先生。
井上
演 - 湯浅景介
留治の同僚。
ナレーション
演 - 小林綾子

## スタッフ
- 原作 - 遠藤展子『藤沢周平 父の周辺』（文春文庫刊）『父・藤沢周平との暮し』（新潮文庫刊）
- 脚本 - 黒土三男
- 演出 - 清弘誠
- プロデューサー - 石井ふく子
- ロケ協力 - 加須市フィルムコミッション、小湊鉄道
- 協力 - 藤沢周平事務所、文芸春秋、新潮社、鶴岡市東京事務所、鶴岡市立藤沢周平記念館
- 製作著作 - TBS